# 貫通
| ウィキペディアには「貫通」という見出しの百科事典記事はありません（タイトルに「貫通」を含むページの一覧/「貫通」で始まるページの一覧）。 代わりにウィクショナリーのページ「貫通」が役に立つかもしれません。 |